# Муссьер, Сабине
Диана Сабине Муссьер (исп. Diana Sabine Moussier) (12 июля 1966, Леверкузен, ФРГ) — известная мексиканская актриса театра и кино и телеведущая немецкого происхождения.

## Биография
Родилась 12 июля 1966 года в Леверкузене (в некоторых других источниках указано, что она родилась в этот же день 1968 года в Леверкузене и в 1966 году в Масатлане). В связи с событиями в ФРГ, она с матерью эмигрировала в Масатлан, где прошло её детство. Она мечтала стать актрисой и переехала в Мехико, где поступила в CEA, и, успешно отучившись 5 лет, была приглашена в качестве телеведущей в телепередачу Ритм ночи. В мексиканском кинематографе дебютировала в 1995 году и с тех пор снялась в 26 работах в кино и телесериалах. Телесериалы "Умереть дважды", "Привилегия любить", "Розалинда", "Между любовью и ненавистью", "Мачеха" и "Любовь без грима" оказались наиболее популярными с участием актрисы. Была 8 раз номинирована на 4 премии, однако ей удалось одержать победу в трёх из них.

## Фильмография
1
Свадьба Валентины (2018)
La boda de Valentina ... Oralia
2
Мечта о любви (сериал, 2016)
Sueño de amor ... Tracy Alegría
3
Пусть Бог тебя простит (сериал, 2015)
Que te perdone Dios ... Macaria
4
Нелюбимая (сериал, 2014)
La Malquerida ... Perla
5
Настоящая любовь (сериал, 2012 – ...)
Amores verdaderos ... Bruna Cristo
6
Бездна страсти (сериал, 2012)
Abismo de pasión ... Carmina de Castañón
7
Не с тобой, не без тебя (сериал, 2011)
Ni contigo ni sin ti ... Eleonor Cortazar
8
Мой грех (сериал, 2009)
Mi pecado ... Justina Aldama de Huerta
9
Нет дур в раю (сериал, 2008)
Las tontas no van al cielo ... Marissa de la Parra
10
Любовь без грима (сериал, 2007)
Amor sin maquillaje ... Beatriz
11
Секс и другие секреты (сериал, 2007 – ...)
Sexo y otros secretos ... Actriz
12
Любовь без границы (сериал, 2006 – 2007)
Amar sin límites ... Eva Santoro
13
Мачеха (сериал, 2005 – 2007)
La madrastra ... Fabiola Mendízabal
14
Поздняя любовь (сериал, 2004 – ...)
Piel de otoño ... Rebeca Franco
15
Между любовью и ненавистью (сериал, 2002)
Entre el amor y el odio ... Frida de Villareal
16
Право на рождение (сериал, 2001)
El derecho de nacer ... Graciela
17
Обманутые женщины (сериал, 1999 – 2000)
Mujeres engañadas ... Diana de Lizárraga
18
Росалинда (сериал, 1999)
Rosalinda ... Cristina
19
Привилегия любить (сериал, 1998 – 1999)
El privilegio de amar ... Lorenza Torres
20
Tres huasnacos (1997)
... Lucy
21
Мария Исабель (сериал, 1997)
María Isabel ... Mireya
22
Умереть дважды (сериал, 1995)
Morir dos veces

### Камео
23
Premios TV y novelas 2007 (ТВ, 2007)
24
Дон Франсиско представляет (сериал, 2002 – ...)
Don Francisco presenta
25
Большой Брат VIP: Мексика (сериал, 2002 – 2005)
Big Brother VIP: México
26
El gordo y la flaca (сериал, 1998 – 2011)